# 傅良弼 (正德進士)
傅良弼（15世紀—16世紀），雲南雲南府昆明縣人，明朝政治人物。

## 生平
傅良弼是正德八年（1513年）舉人，次年（1514年）聯捷進士，到十二年（1517年）獲授工科給事中，到嘉靖六年（1527年）陞為工科右給事中，不久再陞為吏科左給事中。其後他以生母在堂為由請求回鄉終養，在家鄉好施予，在寒食時總會到絕嗣親戚的墳墓祭奠，身後入祀滇孝子祠。

## 家族
傅良弼为明初征南将军、颖国公傅友德第三子傅添锡之後。父傅澄，成化十三年（1477年）丁酉科举人。子傅训，嘉靖十六年（1537年）丁酉科举人。傅训子傅继孙、傅顺孙分别中式隆庆元年（1567年）丁卯科和隆庆四年（1570年）庚午科举人。后人傅宗龙，万历三十八年（1610年）庚戌科进士，官至兵部尚书。

## 引用
1. 1 2  光緒《雲南府志·卷十三·人物志》：傅良弼 澄之子，正德甲戌進士，任吏科給事中，以生母在堂求終養；好施予，每遇寒食，親故絕嗣者皆具牲酒奠其墓，入滇孝子祠。
2. ↑  光緒《雲南府志·卷十·選舉志》：歷朝進士……明……（正德）甲戌科唐皐榜……傅良弼 昆明人，仕至給事中……歷科舉人……明……（正德）癸酉科……傅良弼
3. ↑  《明武宗毅皇帝實錄·卷一百五十二》：（正德十二年八月辛未）初給事中員缺，吏部以行人楊秉義、進士席彖、張天性、吳廉、李緯、李學〖及〗宦、傅良弼八人請補，有旨令別推知縣，吏部遂推知縣李長，又有旨令推行人，吏部再推行人華淳，既而皆用之，彖、天性、長戶科，廉、緯禮科，秉義、學宦、淳兵科，良弼工科。
4. ↑  《明世宗肅皇帝實錄·卷七十六》：（嘉靖六年五月庚辰）陞兵科左給事中劉祺為戶科都給事中，戶科右給事中鄭一鵬吏科，兵科右給事中孟奇戶科，俱左給事中；工科給事中傅良弼、吏科給事中蔡經禮科，俱右給事中。
5. ↑  《明世宗肅皇帝實錄·卷七十九》：（嘉靖六年八月壬子）陞禮科左給事中楊秉義刑科左給事中，龐浩為都給事中，吏科右給事中傅良弼、刑科右給事中沈漢、工科右給事中趙廷瑞為左給事中，刑科給事中王汝梅、葛鴊為右給事中，秉義、良弼皆吏科，漢、汝梅皆戶科，浩廷、瑞、鴊皆兵科。
6. ↑  刘文征《滇志·乡贤》